# Скрягівка
Скря́гівка — село в Україні, у Тростянецькій міській громаді Охтирського району Сумської області. Населення — 188 осіб. До 2020 року орган місцевого самоврядування — Буймерська сільська рада.

## Географія
Селом тече річка Буймир, вище за течією на відстані 1 км розташоване село Буймер, нижче за течією на відстані 1,5 км розташоване село Новоселівка, на протилежному березі — село Буймер.

## Історія
12 червня 2020 року, відповідно з розпорядження Кабінету Міністрів України № 723-р «Про визначення адміністративних центрів та затвердження територій територіальних громад Сумської області», Буймерська сільська рада об'єднана з Тростянецькою міською громадою.
17 липня 2020 року, в результаті адміністративно-територіальної реформи та ліквідації Тростянецького району, село увійшло до складу новоутвореного Охтирського району.